# Sistão

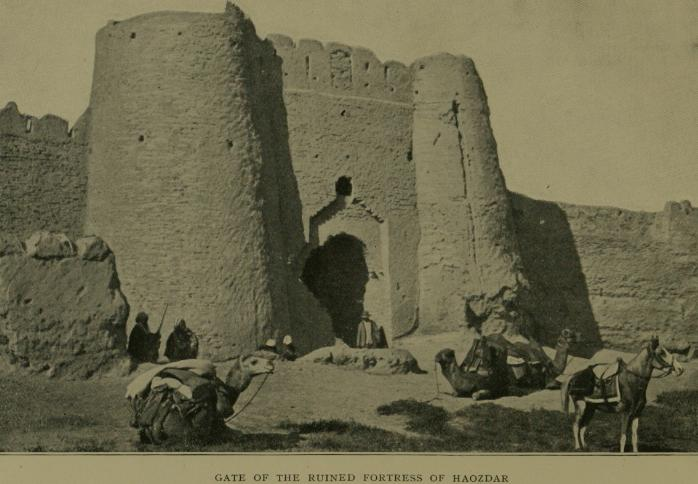
Os portões de Haozdar, no Sistão

Sistão (em persa: سیستان) é uma região fronteiriça no sudeste do Irã e sudoeste do Afeganistão. Nos tempos antigos a área era conhecida como Aracósia; tornou-se conhecida como 'Sacastão' no século I a.C., depois de ter sido conquistada pelas tribos Sacas (indo-citas). Mais tarde, o Sacastão foi alterado para "Seistão" e, em tempos modernos, Sistão.
No Épica dos Reis, Sistão também é referido como Zabolistão, depois Zabol, originalmente uma província tadjique (persa). No épico de Ferdusi, o Zabolistão, por sua vez, é descrito como sendo a terra natal do mitológico rei-herói Rostã.

## História do Sistão
Nos tempos pré-históricos, a cultura de Jiroft cobria parte do Sistão e a província da Carmânia (provavelmente antes do terceiro milênio a.C.).
Mais tarde, a área foi ocupada por tribos arianas relacionados com os indo-áricos e os iranianos. Posteriormente um reino conhecido como Aracósia foi formado, parte do qual era governado pelos Império Medo, em 600 a.C.. Os medos foram derrotados pelo Império Aquemênida, em 550 a.C., e o restante da Aracósia foi logo anexado. No século III a.C., Alexandre, o Grande anexou a região durante sua conquista do Império Aquemênida, e fundou a colônia de "Alexandria na Aracósia" (atual Candaar).
O Império de Alexandre fragmentou-se após sua morte e a Aracósia ficou sob o controle do Império Selêucida, que a vendou para o Império Máuria da Índia em 305 a.C.. Após a queda dos máurias, a região passou para os seus aliados greco-bactrianos, em 180 a.C., antes da ruptura e de passarem a fazer parte do Reino Indo-Grego.
Depois de meados dos anos 100 a.C., grande parte do Reino Indo-Grego foi conquistado por tribos conhecidas como indo-citas ou Sacas, do qual Sistão (a partir de Sacastão) posteriormente derivou seu nome. Os indo-citas foram derrotados por volta de 100 a.C. pelo Império Arsácida, que logo perdeu a região para seu vassalo Surena (do Reino Indo-Parto) cerca de 20 d.C., antes a região foi conquistada pelo Império Cuchana, em meados do século I. Os cuchanas foram derrotados pelo Império Sassânida, em meados do século III, primeiramente se tornando parte de um estado vassalo indo-sassânida (Reino Indo-sassânida), antes de ser invadido pelo Império Heftalita em meados de 400. Os exércitos sassânidas reconquistaram o Sistão em 565, mas perderam a área para o Califado Ortodoxo depois de meados de 640. (Para a história do Sistão depois da conquista islâmica, veja as seções de História do Afeganistão e do Irã).
Os Safáridas (861-1003), uma das primeiras dinastias iranianas do período islâmico, foram originalmente governantes do Sistão.
O Sistão tem uma ligação muito forte com o zoroastrianismo, e durante o tempo dos sassânidas o lago Hamun era um dos dois locais de peregrinação para os seguidores dessa religião. Na tradição zoroastriana, o lago é o detentor das sementes de Zaratustra e pouco antes do final da renovação do mundo, três virgens entrarão no lago, e cada uma então dará a luz aos saoshyans que serão os salvadores da humanidade ao final da renovação do mundo.
O mais famoso sítio arqueológico no Sistão está no Kuh-e Khwajeh, uma colina que surge como uma ilha no meio do lago Hamun. Sir Mark Aurel Stein descobriu um antigo templo budista em Kuh-e Khwajeh, em 1916. Segundo o Dr. Ranajit Pal, Kuh-e Khwajeh foi Kapilavastu, o local de nascimento de Buda Gotama e o nome Zabol está relacionado a Kapil e também Babil . De acordo com ele, esta foi também a pátria de Abraão e Zaratustra.